# Dirka po Sloveniji 2000
Dirka po Sloveniji 2000 je bila sedma izvedba Dirke po Sloveniji. To je bila etapna dirka UCI kategorije 2.5, ki je potekala od 16. do 21. maja 2000, v skupni dolžini 864,2 km.
Dirka se je začela se s prologom v Novem mestu in se še z 5 dodatnimi etapami tam tudi končala.
Zmagal je Martin Derganc, drugi je bil Vladimir Miholjević, tretji pa Boris Premužič (vsi Krka Telekom).
Najboljši so bili: Mitja Mahorič po točkah (modra) in na gorskih ciljih (pikčasta), Uroš Murn na letečih ciljih (zelena), najboljši mladi kolesar Matej Gnezda (bela) in ekipno najboljša Krka-Telekom.

## Ekipe
Dirko je začelo 92 kolesarjev iz 18 ekip, od tega jo je končalo 62 kolesarjev.

### Profesionalni klubi
- KRKA-Telekom Slovenije
- Amore & Vita–Giubileo 2000–Beretta
- Cantina Tollo
- Mapei–Quick-Step
- Alexio
- PKS Unit Expert
- Joko Velamos
- Atlas Lukullus
- Kia Villinger
- Team Coast

### Amaterski klubi
- Perutnina Ptuj - Radenska Rog (2 clubs united)
- Ekipa Dolenjska (Krka Telekom II)
- Perutnina Ptuj
- Savaprojekt Krško
- Sava Kranj
- Rietveld Wielerteam 2000

### Državne reprezentance
- Kanada
- Slovaška

## Potek
Na štartu bilo 18 ekip. Najbolj znane so vodilna ekipa sezone Mapei-Quick Step in Kia-Villinger. Pri Krki Telekom so za favorite šteli predvsem Miholjevića, Premužiča, Murna in skritega favorita Derganca. 

#### Prolog
Na prologu s 2,2 km je pričakovano zmagal László Bodrogi (Krka Telekom), najboljši Slovenec Matija Kotnik je zaostal 2s.

#### 1. etapa
1. etapa je bila večinoma ravna, kljub temu je postala zahtevna zaradi vetra in visokih temperatur. Med etapo več pobegov. Uspel pobeg 11 kolesarjev Krke in Kie-Villigerja v katerem bil tudi Christian Weber, ki mu je 26 km pred ciljem uspel samostojni pobeg in zmagati etapo. S tem postal novi vodilni. 

#### 2. etapa
Etapa Radenci-Beltinci je bila ravna in naj bi pripadla šprinterjem. Zopet je bil uspešen pobeg, tokrat bil prvi Dario David Cioni, ki je glavnina ujela tik na cilju. V šprintu glavnine najboljši Boštjan Mervar. Za Cionija je bila to prva zmaga v karieri.

#### 3. etapa
Trase 3. etape imela dva vzpona: prelaž Črnivec in Šenturška Gora. Na 5 km sta pobegnila Murn in Mahorič. Vodila sta celotno etapo do cilja, kjer je Murn odšprintal Mahoriča. Imela sta največ 6 min prednosti, na cilju 2m24s. Rumeno majico prevzel Boris Premužič.

#### 4. etapa
Do sedaj najtežjo etapo od Ribnice do Vršiča in Mangarta so skrajšali, saj je čez dan snežilo in je samo na Vršiču zapadlo 20-30cm snega. Cilj so prestavili na Kočo na Gozdu, na cesti na Vršič. Zaključek etap je potekal ob snežnih padavinah. Najboljši je bil Mahorič, drugi Derganc in tretji Miholjević.

#### 5. etapa
Zadnjo, 5. etapo, so večinoma nadzorovala Krka Telekom. Kljub temu je na polovici trase uspel uspešen pobeg in etapo je zmagal Seweryn Kohut.

## Trasa in etape
| Etapa  | Datum   | Trasa                                                        | Dolžina           | Disciplina        | Disciplina        | Zmagovalec        |
| ------ | ------- | ------------------------------------------------------------ | ----------------- | ----------------- | ----------------- | ----------------- |
| 0      | 16. maj | Novo mesto                                                   | 2,2 km            |                   | prolog            | László Bodrogi    |
| 1      | 17. maj | Čatež – Radenci                                              | 198 km            |                   | ravninska etapa   | Christian Weber   |
| 2      | 18. maj | Radenci – Beltinci                                           | 166 km            |                   | ravninska etapa   | Dario David Cioni |
| 3      | 19. maj | Slovenska Bistrica – Ljubljana                               | 161 km            |                   | hribovska etapa   | Uroš Murn         |
| 4      | 20. maj | Ribnica – Koča na Gozdu (Ribnica – Vršič – Mangartsko sedlo) | 150 km 204 km     |                   | gorska etapa      | Mitja Mahorič     |
| 5      | 21. maj | Nova Gorica – Novo mesto                                     | 187 km            |                   | ravninska etapa   | Seweryn Kohut     |
| Skupaj | Skupaj  | 864,2 km 918,2 km                                            | 864,2 km 918,2 km | 864,2 km 918,2 km | 864,2 km 918,2 km | 864,2 km 918,2 km |

## Razvrstitev vodilnih
| Etapa          | Zmagovalec        | Skupno          | Po točkah       | Gorski cilji   | Mladi kolesarji | Leteči cilji      | Ekipno       |
| -------------- | ----------------- | --------------- | --------------- | -------------- | --------------- | ----------------- | ------------ |
| 0              | László Bodrogi    | László Bodrogi  | ni podatka      | brez podelitve | not available   | ni podatka        | Krka Telekom |
| 1              | Christian Weber   | Christian Weber | Christian Weber | Radek Blahut   | Marko Žepič     | Camiel Soesbergen | Krka Telekom |
| 2              | Dario David Cioni | Christian Weber | ni podatka      | ni podatka     | ni podatka      | Dario David Cioni | ni podatka   |
| 3              | Uroš Murn         | Boris Premužič  | ni podatka      | ni podatka     | ni podatka      | ni podatka        | ni podatka   |
| 4              | Mitja Mahorič     | Mitja Mahorič   | Mitja Mahorič   | Mitja Mahorič  | Matej Gnezda    | Uroš Murn         | Krka Telekom |
| 5              | Seweryn Kohut     | Martin Derganc  | Mitja Mahorič   | Mitja Mahorič  | Matej Gnezda    | Uroš Murn         | Krka Telekom |
| Končni nosilci | Končni nosilci    | Martin Derganc  | Mitja Mahorič   | Mitja Mahorič  | Matej Gnezda    | Uroš Murn         | Krka telekom |

## Končna razvrstitev
| Legenda | Legenda                      | Legenda | Legenda                          |
| ------- | ---------------------------- | ------- | -------------------------------- |
|         | Zmagovalec skupnega seštevka |         | Zmagovalec gorskih ciljev        |
|         | Zmagovalec po točkah         |         | Zmagovalec med mladimi kolesarji |
|         | Zmagovalec letečih ciljev    |         | Zmagovalec med ekipami           |

### Skupno
| Uvr. | Kolesar             | Ekipa            | Čas         |
| ---- | ------------------- | ---------------- | ----------- |
| 1    | Martin Derganc      | Krka Telekom     | 20h 43' 10" |
| 2    | Vladimir Miholjević | Krka Telekom     | + 16"       |
| 3    | Boris Premužič      | Krka Telekom     | + 1' 06"    |
| 4    | Sylvain Beauchamp   | Kanada           | + 1' 34"    |
| 5    | Mitja Mahorič       | Perutnina Ptuj   | + 1' 42"    |
| 6    | Brian Walton        | Kanada           | + 1' 55"    |
| 7    | Christian Weber     | Kia-Villiger     | + 2' 04"    |
| 8    | Eddy Ratti          | Mapei-Quick Step | + 2' 50"    |
| 9    | Alexandre Moos      | Kia-Villiger     | + 3' 21"    |
| 10   | Seweryn Kohut       | Amore & Vita     | + 4' 16"    |

### Po točkah
| Uvr. | Kolesar             | Ekipa            | Točke |
| ---- | ------------------- | ---------------- | ----- |
| 1    | Mitja Mahorič       | Perutnina Ptuj   | 54    |
| 2    | Martin Derganc      | Krka Telekom     | 42    |
| 3    | Dario David Cioni   | Mapei-Quick Step | 41    |
| 4    | Vladimir Miholjević | Krka Telekom     | 40    |
| 5    | Seweryn Kohut       | Amore & Vita     | 37    |

### Gorski cilji
| Uvr. | Kolesar        | Ekipa          | Točke |
| ---- | -------------- | -------------- | ----- |
| 1    | Mitja Mahorič  | Perutnina Ptuj | 25    |
| 2    | Uroš Murn      | Krka Telekom   | 15    |
| 3    | Alexandre Moos | Kia-Villiger   | 12    |
| 4    | Igor Kranjec   | PP & RR        | 7     |
| 5    | Seweryn Kohut  | Amore & Vita   | 6     |

### Mladi kolesarji
| Uvr. | Kolesar          | Ekipa                    | Čas         |
| ---- | ---------------- | ------------------------ | ----------- |
| 1    | Matej Gnezda     | PP & RR                  | 20h 54' 07" |
| 2    | Matej Stare      | Sava Kranj               | + 1' 05"    |
| 3    | Matija Kotnik    | PP & RR                  | + 4' 54"    |
| 4    | Jorne J. Videler | Rietveld Wielerteam 2000 | + 11' 00"   |
| 5    | Ryan Cox         | Amore & Vita             | + 11' 48"   |

### Leteči cilji
| Uvr. | Kolesar           | Ekipa            | Točke |
| ---- | ----------------- | ---------------- | ----- |
| 1    | Uroš Murn         | Krka Telekom     | 18    |
| 2    | Mitja Mahorič     | Perutnina Ptuj   | 13    |
| 3    | Gregor Zagorc     | Ekipa Dolenjska  | 11    |
| 4    | Dario David Cioni | Mapei-Quick Step | 10    |
| 5    | Dean Podgornik    | Sava Kranj       | 9     |

### Ekipno
| Uvr. | Ekipa                       | Čas          |
| ---- | --------------------------- | ------------ |
| 1    | Krka Telekom                | 62h 08' 34"  |
| 2    | Mapei - Quick Step          | + 12′ 51″    |
| 3    | Amore & Vita                | + 24′ 01″    |
| 4    | Kanada                      | + 24′ 11″    |
| 5    | Team Coast                  | + 29′ 14″    |
| ...  | ...                         | ...          |
| 6    | Perutnina Ptuj Radenska Rog | + 32′ 27″    |
| 8    | Sava Kranj                  | + 40′ 26″    |
| 12   | Perutnina Ptuj              | + 1h 18′ 36″ |